# Ropalidia bispinosa
Ropalidia bispinosa är en getingart som först beskrevs av Meade-waldo.  Ropalidia bispinosa ingår i släktet Ropalidia och familjen getingar. Inga underarter finns listade i Catalogue of Life.